# Episodi di Sotto accusa
La prima e unica stagione della serie televisiva Sotto accusa (Arrest and Trial) è andata in onda negli Stati Uniti dal 15 settembre 1963 al 19 aprile 1964 sulla ABC.
| nº | Titolo originale               | Titolo italiano | Prima TV USA      | Prima TV Italia |
| -- | ------------------------------ | --------------- | ----------------- | --------------- |
| 1  | Call It a Lifetime             |                 | 15 settembre 1963 |                 |
| 2  | Isn't It a Lovely View         |                 | 22 settembre 1963 |                 |
| 3  | Tears from a Silver Dipper     |                 | 29 settembre 1963 |                 |
| 4  | A Shield Is for Hiding Behind  |                 | 6 ottobre 1963    |                 |
| 5  | My Name Is Martin Burnham      |                 | 13 ottobre 1963   |                 |
| 6  | A Flame in the Dark            |                 | 20 ottobre 1963   |                 |
| 7  | Whose Little Girl Are You?     |                 | 27 ottobre 1963   |                 |
| 8  | The Witnesses                  |                 | 3 novembre 1963   |                 |
| 9  | Inquest Into a Bleeding Heart  |                 | 10 novembre 1963  |                 |
| 10 | The Quality of Justice         |                 | 17 novembre 1963  |                 |
| 11 | We May Be Better Strangers     |                 | 1º dicembre 1963  |                 |
| 12 | Journey into Darkness          |                 | 8 dicembre 1963   |                 |
| 13 | Some Weeks Are All Mondays     |                 | 15 dicembre 1963  |                 |
| 14 | Run, Little Man, Run           |                 | 22 dicembre 1963  |                 |
| 15 | Funny Man with a Monkey        |                 | 5 gennaio 1964    |                 |
| 16 | Signals of an Ancient Flame    |                 | 12 gennaio 1964   |                 |
| 17 | Onward and Upward              |                 | 19 gennaio 1964   |                 |
| 18 | An Echo of Conscience          |                 | 26 gennaio 1964   |                 |
| 19 | Somewhat Lower Than the Angels |                 | 2 febbraio 1964   |                 |
| 20 | People in Glass Houses         |                 | 9 febbraio 1964   |                 |
| 21 | The Best There Is              |                 | 16 febbraio 1964  |                 |
| 22 | A Roll of the Dice             |                 | 23 febbraio 1964  |                 |
| 23 | The Black Flower               |                 | 1º marzo 1964     |                 |
| 24 | A Circle of Strangers          |                 | 8 marzo 1964      |                 |
| 25 | Modus Operandi                 |                 | 15 marzo 1964     |                 |
| 26 | Tigers Are for Jungles         |                 | 22 marzo 1964     |                 |
| 27 | The Revenge of the Worm        |                 | 29 marzo 1964     |                 |
| 28 | He Ran for His Life            |                 | 5 aprile 1964     |                 |
| 29 | Those Which Love Has Made      |                 | 12 aprile 1964    |                 |
| 30 | Birds of a Feather             |                 | 19 aprile 1964    |                 |

## Call It a Lifetime
- Titolo originale: Call It a Lifetime
- Diretto da: John Brahm
- Scritto da: Herb Meadow

### Trama
- Guest star: Don Wilbanks (agente di polizia), Dan White (giudice), Anthony Franciosa (Steve Jared), George Furth (Melvin), John Gallaudet (dottor Horsely), Irene Gilbert (Hilda), Jim Hayward (sceriffo Dowdy), Stacy Keach Sr. (medico legale Cooke), Patsy Kelly (Catalina Sorelli), Andrea King (dottor Koerner), Ruta Lee (Colleen Riley), Joseph Mell (secondino), Cliff Osmond (Porky Flint), Marc Rambeau (Joey Jared), Cecil Smith (giudice), Harry Swoger (Owner), Sue Winton (Mitzi)

## Isn't It a Lovely View
- Titolo originale: Isn't It a Lovely View
- Diretto da: Jack Smight
- Scritto da: Don Brinkley

### Trama
- Guest star: Barbara Nichols (Ginny), Vivian Nathan (Mrs. Trella), Henry Beckman (Trella), Larry Blake (Barker), Elaine Devry (Miss Burdette), Paul Dubov (Murray Becker), Howard Duff (Robert Forbes), Ross Elliott (Kearney), John Fiedler (Harry Simon), Scott McCartor (Jimmy), Vera Miles (Jean Forbes), Lyle Talbot (Phil Paige)

## Tears from a Silver Dipper
- Titolo originale: Tears from a Silver Dipper
- Diretto da: Arthur H. Nadel
- Scritto da: Sy Salkowitz

### Trama
- Guest star: Mina Martinez (Juanita Alvarez), Don Marshall (guardia), Michael Callan (Pfc. George Valdez), Chris Robinson (Pfc. Al Rogers), Madlyn Rhue (Christina Ortega), Don Durant (tenente Green), Russ Conway (colonnello Steve Marks), Lawrence Dobkin (maggiore Ralph Libbott), Jim McMullan (Pfc. Don Williams), Harold J. Stone (ufficiale Gus Ortega), Cal Bartlett (tenente Burton), Margarita Cordova (Maria Marinas), Lew Gallo (tenente Frontac), Earl Hansen (Joseph Warren), Byron Keith (maggiore Abbott), Walter Woolf King (presidente of the Court Martial), Howard Ledig (Herb Gerrard), Leonard Stone (maggiore Sharp)

## A Shield Is for Hiding Behind
- Titolo originale: A Shield Is for Hiding Behind
- Diretto da: David Lowell Rich
- Scritto da: John McGreevey

### Trama
- Guest star: Norma Yost (Girl in the Sportscar), Marianne Stewart (Eileen Palmer), Barry Sullivan (Fred Palmer), Richard Benedict (barista), Francis De Sales (reporter), Pamela Austin (Babs Morton), Robert Biheller (Gus), William Bryant (Gingrich), Berkeley Harris (Shad Lewis), Harvey Korman (Prof. Belden), Rusty Lane (Wright), James MacArthur (Deke Palmer), Michael McGreevey (Timmy Palmer), Cheerio Meredith (Gray Haired Lady), John Newton (giornalista), Alan Reynolds (Collins), Stephen Talbot (Pete)

## My Name Is Martin Burnham
- Titolo originale: My Name Is Martin Burnham
- Diretto da: Ralph Senensky
- Scritto da: Larry Cohen

### Trama
- Guest star: Robert F. Simon (giudice James Shaw), Mary Munday (Miss Parrish), James Whitmore (Martin Burnham), Nina Foch (Ellen Burnham), Michael Constantine (dottor Fowler), June Dayton (Sandra Latham), Richard Eyer (Jerry Burnham), Barry Kelley (Bloch), Kenneth Tobey (Bill Latham)

## A Flame in the Dark
- Titolo originale: A Flame in the Dark
- Diretto da: Arthur H. Nadel
- Scritto da: Richard Fielder

### Trama
- Guest star: Kay Stewart (Mrs. Hockinger), Philip Ober (giudice Perry), Lela Bliss (Mrs. Simpson), Broderick Crawford (Grant Randolph), Fritz Ford (detective Roebuck), Connie Gilchrist (Mrs. McKenzie), Barry Gordon (Bobby Randolph), Joseph Hamilton (Mr. Weldon), Ron Hayes (Sam McGann), Douglas Henderson (Harry Bates), Billy E. Hughes (Steve Hockinger), Byron Morrow (colonnello Sanford), Diane Mountford (Cynthia Lodge), Joan Tompkins (Betty Randolph)

## Whose Little Girl Are You?
- Titolo originale: Whose Little Girl Are You?
- Diretto da: Jack Smight
- Scritto da: Paul Mason e Kenneth M. Rosen

### Trama
- Guest star: Tom Daly (ufficiale pubblico), Damian O'Flynn (Arraignment Judge), Leif Erickson (Henry Vallos), Joseph Schildkraut (Henry Weber), Joan Freeman (Lu-Anne Weber), Josephine Hutchinson (Grace Weber), Paul Comi (Peter Lathrop), Ed Peck (Harold Perkins), John Gallaudet (dottor Horsely), Rees Vaughn (James Andrews), Robert Cleaves (dottor Richard Framm), Robert P. Lieb (padre)

## The Witnesses
- Titolo originale: The Witnesses
- Diretto da: Alex March
- Scritto da: Max Ehrlich

### Trama
- Guest star: Robert Webber (George Morrison), Harlan Warde (Phil Corman), Ellen Cameron (Florence Walters), Anne Francis (Alice Wellman), Joan Granville (Mrs. Morrison), Duke Howard (Ben Conrad), Clark Howat (Mr. Crane), Douglas Lambert (Neal Bradbury), Athena Lorde (Mrs. Crane), Larry Merrill (Chuck Hanley), Damian O'Flynn (Magistrate), Quinn O'Hara (Sue Ellen Rogers), Lawrence Parke (Peter Rickey), Teno Pollick (Joey Basile), Ed Prentiss (Mr. Marshall), Barbara Stuart (Ruth Lawson), Ward Wood (Spike Keeler)

## Inquest Into a Bleeding Heart
- Titolo originale: Inquest Into a Bleeding Heart
- Diretto da: David Lowell Rich
- Scritto da: Antony Ellis

### Trama
- Guest star: H. M. Wynant (Jack Forellen), Than Wyenn (medico legale Block), Julie Adams (Eleanor), Richard Basehart (Alexander Stafford), Robert Beach (Dennis Donnelly), Gail Bonney (Margaret, the maid), Patricia Breslin (Elizabeth Forellen), John Christopher (Harold McBride), Ron Cummins (Boy on motorcycle), Frank Dana (Marshall Singer), Ken Drake (Motorcycle Shop Foreman), Buck Kartalian (Eddie, the paramedic), Tyler McVey (Donald Ingram), Erin O'Donnell (Miss Claxton, a nurse), Johnny O'Neill (padre Michael), Eddie Peterson (Young Husband), Barney Phillips (Arthur Tindell), Isabel Randolph (Mrs. Wingate), Konstantin Shayne (dottor Max Hesberg), Kent Smith (dottor Ferguson), Maxine Stuart (May Curtis), Lili Valenty (Mrs. Haranyi), Ben Wright (dottor Edgar Bolton), John Zaccaro (Frank Haranyi)

## The Quality of Justice
- Titolo originale: The Quality of Justice
- Diretto da: Sydney Pollack
- Scritto da: Howard Rodman

### Trama
- Guest star: Beverly Washburn (Esther Hinch), Quintin Sondergaard (poliziotto), Jocelyn Brando (Mrs. Ware), Ann Carroll (Geraldine Holton), Dabney Coleman (Wayne Holton), Tom Daly (ufficiale pubblico), Joe De Santis (Mr. Ware), Robert Duvall (Morton Ware), Kathleen Freeman (Mrs. Hinch), Terry Frost (Turnkey), Jack Klugman (Celina), Joseph Mell (guardia), Carol Eve Rossen (Mrs. Celina), C. Lindsay Workman (Mr. Hinch)

## We May Be Better Strangers
- Titolo originale: We May Be Better Strangers
- Diretto da: David Lowell Rich
- Scritto da: Halsted Welles

### Trama
- Guest star: Don Brodie (reporter), Joey D. Vieira (Fat Kid), Michael Parks (Gregory Wade), Martin Sheen (Dale Beatty), Carole Wells (Terry Mitchell), Everett Sloane (giudice T. Clayton Wolcott), Lillian Bronson (Irene Wolcott), Walter Reed (Municipal Court Judge), Paul Potash (Spike Hamilton), Tim Graham (Museum Guard), I. Stanford Jolley (Cemetery Guard), Edward Colmans (Magistrate), Sydney Smith (Harter), Harry Holcombe (Speaker Evans), John Graham (Armistead), John W. Morley (Bass), Art Lewis (negoziante), Robert Phillips (poliziotto)

## Journey into Darkness
- Titolo originale: Journey into Darkness
- Diretto da: Jack Smight
- Scritto da:

### Trama
- Guest star: Roddy McDowall (Paul LeDoux), Don Kennedy (ufficiale di polizia), John Alderson (barista), Martine Bartlett (Miranda Ledoux Porter), Nicholas Colasanto (Armando Martinez), Anjanette Comer (Annabelle Selinsky), Jacqueline deWit (Mrs. Flynn), John Gallaudet (dottor Horsley), John Hales (Medical Examiner), John Harmon (Josiah Smith), Harry Harvey Jr. (Art Wales), Joe Quinn (Impiegato di corte)

## Some Weeks Are All Mondays
- Titolo originale: Some Weeks Are All Mondays
- Diretto da: Lewis Allen
- Scritto da:

### Trama
- Guest star: Helen Westcott (giudice Mildred Carter), William Tannen (Watchman), Murray Alper (Bassett), E.J. André (Prof. Antodovardi), Jimmy Cross (Foster), Wallace Earl (Lorraine Barton), Michael Fox (dottor Hastings), Joey Heatherton (Edith Hayes), William Hudson (TV Studio Director), Kim Hunter (Geraldine Weston Saunders), Todd Lasswell (poliziotto), Nolan Leary (Impiegato di corte), Doris Lloyd (Brigit Johnson), Dani Lynn (Barbara Banks), Denver Pyle (Jack Felton), John Rodney (Frankie Prentice), Sheila Rogers (Miss Livingstone), Jan Shutan (receptionist), Donald Woods (Chet Hayes)

## Run, Little Man, Run
- Titolo originale: Run, Little Man, Run
- Diretto da: Richard Irving
- Scritto da: Herb Meadow

### Trama
- Guest star: Ina Victor (Miss Marlow), Kay Stewart (Ruth Stuckey), Walter Brooke (Doc), Kathie Browne (Mrs. Kenny Cash), Paul Carr (detective Sgt. Jim Hogan), Robert Colbert (Elmo Taft), King Donovan (Fred Stukey), Stefan Gierasch (Broker George), Harold Gould (giudice), Gilbert Green (Rev. Mahler), Shirley Knight (Rhoda Waggner), Ted Knight (sergente Thomas), Charles Macaulay (Paul Ambrose), John McIntire (Anthony Jackson), Wayne Rogers (Harold Waggner), John Zaremba (dottor Wall)

## Funny Man with a Monkey
- Titolo originale: Funny Man with a Monkey
- Diretto da: Ralph Senensky
- Scritto da: Jerome Ross

### Trama
- Guest star: Mickey Rooney (Hoagy Blair), Nina Roman (Ella May), Mal Alberts (Baliff), Rachel Ames (Mrs. Harman), Merry Anders (Joyce), Paul Birch (Motel Owner), Forrest Compton (dottor Harmon), Patricia Crest (Jenny), Charla Doherty (Laurie), Bert Freed (sergente Gregson), Norman Leavitt (Addict), Dayton Lummis (dottor Murray), Joe Mantell (Harry Needles), Ralph Montgomery (rappresentante giuria), Mary Murphy (Linda Blair), Kathleen O'Malley (femmina Juror), Joe Quinn (Impiegato di corte), John Rayner (Addict), Roland Winters (Charles Connaught)

## Signals of an Ancient Flame
- Titolo originale: Signals of an Ancient Flame
- Diretto da:
- Scritto da:

### Trama
- Guest star: Cecil Smith (giudice), George Sawaya (reporter), LaWana Backer (receptionist), Martin Balsam (Leo Valera), Anne Barton (Rose Valera), Diane Brewster (Carole Donahue), John Carlyle, Bart Conrad (caposquadra), Carl Crow (ragazzo delle consegne), Mimi Dillard (Miss Byfield), Jeanne Gerson (Miss Whitcomb), Charles Irving (dottor Beck), Mako (Kyoto), Kathleen Mulqueen (Mrs. Clarke), Patricia Olson, Katharine Ross (Marietta Valera), Vince Williams (reporter)

## Onward and Upward
- Titolo originale: Onward and Upward
- Diretto da: Herman Hoffman
- Scritto da: Mark Rodgers

### Trama
- Guest star: Adam Williams (C.H. Littler), Sandra White (Loretta), Robert Brubaker (dottor Clements), Richard Carlson (Turner Leigh), Tom Daly (Impiegato di corte), Jay Douglas (Arthur Rettig), Tom Falk (Mr. Trent), Sharon Farrell (Angela), Henry Hunter (Charles Newton), Beatrice Kay (Mrs. French), Charles La Torre (Peter Garcia), Edward Le Veque (prete), Bill McLean (Kuzak), Joseph Mell (vice Officer), Diana Millay (Yvonne Blair), Lenore Roberts (Janice Clayton), Karen Scott (Dell), William Shatner (Larry Tavener), Dick Wilson (Dave Alperson)

## An Echo of Conscience
- Titolo originale: An Echo of Conscience
- Diretto da: Lewis Milestone
- Scritto da:

### Trama
- Guest star: Dick Simmons (Joseph Galdamez), William Phipps (Seidel), Neville Brand (Harry Blaney), Edward Colmans (giudice), Shelley Fabares (Donna Blaney), Gregory Gaye (Brucker), Steve Gravers (Billy Geraghty), Dorothy Green (Mrs. Rogers), Jack Holland (Earl Landers), Lloyd King (Sam), Len Lesser (Biggy), Celia Lovsky (Mrs. Brucker), Hugh Marlowe (Lem Rogers), Grace Lee Whitney (Sally Burns)

## Somewhat Lower Than the Angels
- Titolo originale: Somewhat Lower Than the Angels
- Diretto da: William Claxton
- Scritto da: Robert Crean

### Trama
- Guest star: Vic Tayback (barista), Jon Lormer (Vicar), Steve Forrest (reverendo Bill Hewitt), Sandy Dennis (Molly White), Monica Lewis (Thecla Whitney), Hampton Fancher (Raymond), Sue Randall (Maris Hewitt), Damian O'Flynn (giudice), Elizabeth Harrower (Studio Club Woman)

## People in Glass Houses
- Titolo originale: People in Glass Houses
- Diretto da: Alan Crosland, Jr.
- Scritto da: Antony Ellis

### Trama
- Guest star: Dennis Hopper (Coley Mitchum), Katherine Crawford (Frieda Jennison), Ron Foster (Hal Jennison), John Hoyt (Mr. Satterley), Sue England (June Mitchum), Sherry Moreland (Mrs. Morgan), Hari Rhodes (detective Victor Hammerlund), Henry Silva (Frank Vose)

## The Best There Is
- Titolo originale: The Best There Is
- Diretto da:
- Scritto da:

### Trama
- Guest star: Adam Roarke (sergente Kelliher), Alejandro Rey (Rudy Sanchez), Merry Anders (Joyce), Rudy Bond (Placido Sanchez), Steve Brodie (Ed Floyd), Marianna Hill (Dolores Lucio), Eve McVeagh (Mrs. Nello), Erin O'Brien-Moore (Mrs. Sheridan), Arthur O'Connell (Andrew Sheridan), Robert F. Simon (giudice Shaw)

## A Roll of the Dice
- Titolo originale: A Roll of the Dice
- Diretto da: David Lowell Rich
- Scritto da: Abel Kandel

### Trama
- Guest star: Joyce Bulifant (Alice), Michael Constantine (dottor Graham), Nick Adams (Ronnie Blake), Kamala Devi (Sandra), Charlene Holt (Fay Carlson), Whit Bissell (Mr. Prescott), Virginia Gregg (Mrs. Blake), Claire Carleton (Mrs. Payton), Alvy Moore (Specs), Vinton Hayworth (giudice), Billy Snyder (Vegas Player), Billy M. Greene (Gardena Casino Dealer), Marjorie Bennett (Woman in Gardena Casino), Janet Dey (fotografo)

## The Black Flower
- Titolo originale: The Black Flower
- Diretto da: Earl Bellamy
- Scritto da: Don Brinkley

### Trama
- Guest star: Dick Wessel (Carnival Manager), Barbara Hines (Heidi Richards), Dewey Martin (Rick Tobin), Ray Danton (Jess Malloy), Andrew Duggan (Ben Challis), Pat Crowley (Ellen Tobin), Walter Burke (Hoby Osborne), David Carradine (Wally Carpin), Dabbs Greer (J. H. Salomon), Jophery C. Brown (ufficiale di polizia)

## A Circle of Strangers
- Titolo originale: A Circle of Strangers
- Diretto da: Lewis Allen
- Scritto da: Franklin Barton

### Trama
- Guest star: George Voskovec (George Kazar), Herb Vigran (Motel Clerk), Edit Angold (Mrs. Gambose), Joanna Barnes (Melinda Parsons), Oscar Beregi Jr. (Sam Bakalian), Peter Fonda (Alex Bakalyan), Charles Fredericks (caposquadra), Miriam Goldina (Mrs. Bakalyan), Robert Hogan (ufficiale di polizia), Harry Lauter (Lt. Felsh), Janet Margolin (Helen Kazar), Michael York (Pete Bakalyan)

## Modus Operandi
- Titolo originale: Modus Operandi
- Diretto da: David Lowell Rich
- Scritto da: Jerome D. Ross e Don Brinkley

### Trama
- Guest star: Anna Sten (Mrs. Van de Heuven), Carl Benton Reid (giudice Richardson), Iris Adrian (Molly), Charles Aidman (Tome Janeway), Jerry Douglas (Howard Aubrey), Fritz Ford (sergente Roebuck), Pat Hawley (Kennel Owner), Pitt Herbert (Luke Parton), Steve Lander (Dirk Van DeHeuven), Dorothy Malone (Lois Janeway), Frank Marth (Kruger), Joe Quinn (impiegato), Ben Wright (Mr. Van DeHeuven)

## Tigers Are for Jungles
- Titolo originale: Tigers Are for Jungles
- Diretto da: Bernard Girald
- Scritto da: George Kirgo

### Trama
- Guest star: John Biroc (poliziotto), Carol Anderson (Hostess), William Bakewell (Ren Newell), Richard Conte (Paul Dunnell), Billy Gray (Colin Martin), Myron Healey (Everett Wynn), Judy Lang (Deb), Marc Lawrence (Leo Tucci), Diane McBain (Elyse Binns), Walter Reed (giudice), Marlo Thomas (Angela Tucci), Juney Ellis (assistente/ addetto)

## The Revenge of the Worm
- Titolo originale: The Revenge of the Worm
- Diretto da: Charles S. Dubin
- Scritto da: Ben Maddow

### Trama
- Guest star: Michael Beirne (Intern), Tom Daly (Impiegato di corte), Telly Savalas (Frank Santo), Michael Dunn (giornalaio), Lee Patterson (Arthur Biggs), Joan Tabor (Doreen Stack), Penny Santon (Vivian Santo), Derrik Lewis (Michael Santo), Michael Fox (dottor Hastings), Robert Bice (John Wilton), Nick Alexander (Jockey), Leonard Yorr (Oscar 'Fatlegs' Fatlijian), Steve Pendleton (amico/a di Santo), Justin Smith (dottor Frank Maxon), Bill Erwin (dottore)

## He Ran for His Life
- Titolo originale: He Ran for His Life
- Diretto da: Elliot Silvestein
- Scritto da:

### Trama
- Guest star: George Segal (Jack Wisner), Willard Sage (Keith Sawyer), Bill Baldwin (lettore notiziario), Nicky Blair (Harry Berger), Leo DeLyon (Janitor), Kathryn Hays (Joanne Collins), Fred Holliday (Deputy), Johnny Jensen (Robbie Wisner), Don Kennedy (Deputy), Charles McDaniel (assistente/ addetto), Ed Nelson (Jeff Collins), Don Paulin (chitarrista), Barbara Wilkin (Monica Lee)

## Those Which Love Has Made
- Titolo originale: Those Which Love Has Made
- Diretto da:
- Scritto da:

### Trama
- Guest star: Mala Powers (Martha Phipps), Barbara Perry (Clara), Macdonald Carey (professore Marcus Kane), Chris Robinson (Bradford Holcombe), Ira Barmak (Manzo), Joseph Gallison (Stephen Leete), Leo Gordon (Fred Kordiak), Vinton Hayworth (giudice), Clegg Hoyt (barista), George Kirgo (medico legale), Rory Mallinson (Mr. Phipps), Frank McGinnis (poliziotto), Jerry Murray (Freiberger), Ralph Thomas (ufficiale di polizia)

## Birds of a Feather
- Titolo originale: Birds of a Feather
- Diretto da: Robert Butler
- Scritto da: John McGreevey

### Trama
- Guest star: Rebecca Welles (Reba Thayer), Nola Thorp (Diane), Jim Backus (Sam Thayer), Don 'Red' Barry (Snyder), John Biroc (Les), Cesare Danova (Frederico DeMarco), Fritz Ford (Roebuck), Michael Harvey (Baliff), Brenda Howard (receptionist), Robert Knapp (Holbrook), John W. Morley (barista), Richard Reeves (Tush), Ruth Robinson (Motel Manager), Victoria Shaw (Kit Patterson), Olan Soule (Land Development Dept. Supervisor), Jack Weston (Bernie Allen)